# Bougainvillia macloviana
Bougainvillia macloviana är en nässeldjursart som beskrevs av René-Primevère Lesson 1836. Bougainvillia macloviana ingår i släktet Bougainvillia och familjen Bougainvilliidae. Arten är reproducerande i Sverige. Inga underarter finns listade i Catalogue of Life.